# Gennaro Auricchio
Gennaro Auricchio (Collecchio, 4 ottobre 1914 – Cremona, 23 maggio 2007) è stato un imprenditore italiano.

## Biografia
Il nonno possedeva una piccola azienda di latticini a San Giuseppe Vesuviano che produceva il già noto provolone. Gennaro Auricchio vi inizia a lavorare negli anni trenta (aprendo uno stabilimento a Cremona) e lo farà per tutta la vita salvo che per un breve periodo, negli anni quaranta, in cui fu dapprima arruolato nell'esercito e poi catturato dai tedeschi.
Negli anni cinquanta rimise in sesto l'azienda di famiglia diffondendo in tutto il mondo il provolone piccante: la Auricchio, di cui egli fu per più di quarant'anni consigliere d'amministrazione, divenne rapidamente leader nel suo settore. Il 21 dicembre del 1992 ne divenne presidente e, in questa veste, continuò l'espansione dell'impresa acquisendo nel 1997, dalla Nestlé Italia, la divisione prodotti ovini della Locatelli, oltre al marchio Locatelli per gli Stati Uniti.
Dalle dimensioni iniziali di piccola impresa a conduzione familiare, la Auricchio ha raggiunto un capitale sociale di 6 milioni di euro e conta oltre 350 dipendenti.

## Onorificenze
Gennaro Auricchio fu nominato Cavaliere del lavoro nel 2001 dal Presidente della Repubblica Carlo Azeglio Ciampi. In quello stesso anno fu nominato Cremonese dell'anno.
Nel 2006 gli fu conferita a Cremona la laurea honoris causa dalla Facoltà di Agraria dell'Università Cattolica del Sacro Cuore, in Qualità e sicurezza alimentare.